# Back from the Grave
Back from the Grave – piąty album szwedzkiej grupy muzycznej Grave. Wydawnictwo ukazało się 21 października 2002 nakładem Century Media Records.

## Lista utworów
| CD 1 1. „Intro” (muzyka: Grave, słowa: Lindgren) – 00:42 2. „Rise” (muzyka: Grave, słowa: Lindgren) – 05:42 3. „Behold the Flames” (muzyka: Grave, słowa: Lindgren) – 04:31 4. „Dead Is Better” (muzyka: Grave, słowa: Lindgren) – 03:47 5. „Receiver” (muzyka: Grave, słowa: Lindgren) – 05:01 6. „No Regrets” (muzyka: Grave, słowa: Lindgren) – 03:33 7. „Resurrection” (muzyka: Grave, słowa: Lindgren) – 04:16 8. „Below” (muzyka: Grave, słowa: Lindgren) – 04:41 9. „Bloodfed” (muzyka: Grave, słowa: Lindgren) – 04:49 10. „Thorn to Pieces” (muzyka: Grave, słowa: Lindgren) – 06:22 |  | CD 2 (edycja specjalna) 1. „Into The Grave” – 6:14 2. „Annihilated Gods” – 5:03 3. „Infernal Massacre” – 6:10 4. „Deformed” – 5:57 5. „Reality Of Life” – 3:33 6. „Morbid Way To Die” – 4:36 7. „Sexual Mutilation / Death of the Bumblebee” – 4:40 8. „Extremely Rotten Flesh” – 4:33 9. „Brutally Deceased” – 3:52 10. „Septic Excrements” – 3:05 11. „Reborn Miscarriage” – 3:56 |

- Utwory 1-3 Sick Disgust Eternal (demo, 1988)
- Utwory 4-7 Sexual Mutilation (demo, 1989)
- Utwory 8-11 Anatomia Corporis Humani (demo, 1989)

## Twórcy
- Ola Lindgren – gitara, śpiew, produkcja, miksowanie, inżynieria
- Jörgen Sandström – gitara rytmiczna, śpiew (CD 2)
- Frederik Isaksson – gitara basowa
- Jonas Torndal – gitara
- Jensa Paulsson – perkusja
- Tomas Skogsberg – realizacja, produkcja, inżynieria dźwięku, miksowanie
- Henrik Jonsson – mastering
- Jacek Wiśniewski – okładka
- Caroline Hoffman – zdjęcia
- Tobbe Wallström – zdjęcia
- Carsten Drescher – oprawa graficzna, dizajn